# Victorio Codovilla
Victorio Codovilla Ferrandi (Ottobiano, Regne d'Itàlia, 8 de febrer de 1894 - Moscou, Unió Soviètica, 15 d'abril de 1970), va ser un polític comunista italià nacionalitzat argentí, que va arribar a ser un dels dirigents més importants del comunisme prosoviètic a l'Amèrica del Sud. Alguns dels pseudònims utilitzats al llarg de la seva vida van ser «Luis Medina», «Louis», «el Gordo», «Blanchet», «Colombo», «Banquero», «Luis Pérez Carpiz», «Tomás» i «Víctor Medineuse».

## Trajectòria

### Primers anys
Nascut en una llar de classe mitjana, va ser el menor dels set fills de Venancio Codovilla i Juana Ferrandi. El seu pare va ser un petit comerciant. Victorio va cursar els estudis secundaris en una escola comercial de Mortara però no es va graduar per manca de recursos econòmics i va començar a treballar a la companyia de telègrafs l'any 1910. Al centre escolar va conèixer a Egisto Cagnoni, un dirigent socialista mitjançant el qual es va afiliar l'any 1909 a la Federació Juvenil Socialista Italiana. L'any 1911 va ingressar al Partit Socialista Italià (PSI),en el qual es va alinear amb postulats internacionalistes com ara en contra de la intervenció militar italiana a Líbia.

### Arribada a l'Argentina
El 1912 va arribar a Buenos Aires i es va integrar a la Joventut Socialista Argentina l'any 1915 i a la Partit Socialista de l'Argentina l'any 1917. Va castellanitzar el seu nom de «Vittorio» a «Victorio», però aviat va abandonar les tesis moderades del partit, fet que li va provocar l'expulsió el mateix any d'ingrés. Com a partidari de la Revolució Russa, l'any 1918 es va convertir en delegat del congrés constituent del Partit Socialista Internacional de l'Argentina, que al desembre de 1920 acabaria incorporant-se en el Partit Comunista de l'Argentina, després d'acceptar els 21 punts de la Internacional Comunista. Va ascendir ràpidament a càrrecs directius, per la qual cosa va formar part del seu comitè central i politburó des de 1921 fins a la seva mort.
L'any 1924 va representar el partit davant del Comitè Executiu de la Internacional Comunista (CEIC), a Moscou i, a partir d'aleshores, va començar trajectòria a l'aparell central de la Internacional. Després va treballar per a l'organització comunista de serveis socials Socors Roig Internacional. El desembre de 1926 va fer un discurs davant del CEIC i va ser nomenat un dels seus membres suplents. També va assistir al congrés de la Lliga contra l'imperialisme a Brussel·les el 1927, va dirigir el VIII congrés del partit comunista argentí el 1928 i va participar en la primera conferència de partits comunistes llatinoamericans a Buenos Aires el 1929. En aquella reunió va aconseguir preservar la «unitat d'acció» dels partits assistents, però també va vetllar que aquests no s'apartessin de la doctrina establerta pel Partit Comunista de la Unió Soviètica i expressada als congressos de la Internacional Comunista, destacant la ferma oposició de Codovilla (i per tant del politburó de la Internacional) als plantejaments del comunista peruà José Carlos Mariátegui, que va ser rebutjats per la Unió Soviètica com a «heterodoxos».

### Viatge a Espanya
Després de la proclamació de la Segona República Espanyola a l'abril de 1931, va viatjar a Madrid i a l'agost de 1932 va participar del desplaçament de la direcció del Partit Comunista d'Espanya (PCE), encapçalada per José Bullejos i el seu reemplaçament per l'orientada per José Díaz Ramos, Jesús Hernández Tomás i Dolores Ibárruri, instant al PCE a allunyar-se d'altres forces d'esquerra partidàries de la República i preparar soviets per a detenir per les armes una «contrarevolució» imminent. Quan Codovilla va ser arrestat per la policia espanyola, al costat d'altres membres del partit, no va ser identificat –usava el pseudònim de «Luis Medina»- i va ser posat en llibertat al poc temps.
Codovilla va romandre en sòl espanyol com a enllaç de la Internacional amb el PCE, posició que va mantenir després que esclatés la Guerra civil espanyola al juliol de 1936. Originalment, va ser l'encarregat de coordinar les activitats de política interna del PCE amb la Internacional. La lleialtat de Codovilla va ser molt apreciada per Stalin però, tot i així, va ser desplaçat gradualment pel comunista hongarès Ernő Gerő i l'italià Palmiro Togliatti, considerats per Stalin com a més eficaços per a treballar en el context de tensions pròpies de la guerra, especialment en la repressió política contra trotskistes i anarquistes. És per això que, des de setembre de 1937, va passar a treballar des de Moscou.
Així doncs, l'acció personalista de Codovilla («L») va antagonitzar amb la visió del nouvingut Togliatti; que, disgustat, va arribar a enviar el següent informe a Moscou: «Crec que hem comès un seriós error deixant el Partit Comunista espanyol en la situació actual sota la vigilància de L.». La visió de Togliatti va acabar triomfant i Codovilla, virtualment expulsat del país al novembre de 1937, es va establir a París.

### Tornada a l'Argentina
Després de diversos anys a l'URSS, al començament de 1941 a retornar clandestinament a Argentina, juntament amb la seva esposa, i es va posar al capdavant dels òrgans directius del Partit Comunista argentí desplaçant a la direcció encapçalada per Luis Víctor Sommi. Al febrer de 1943 es va reunir amb líders polítics de la Unió Cívica Radical, amb la perspectiva de formar un front antifeixista, i després de sortir de la Casa Radical va ser detingut per la policia, juntament amb els dirigents comunistes que l'acompanyaven: Juan José Real i Rodolfo Ghioldi. Primer va romandre pres a la presó de Río Gallegos i després a la de la Pampa, d'on va sortir expulsat cap a Xile, després que el president d'aquest país li donés asil polític. Poc després va tornar a l'Argentina, va ser detingut i després alliberat el 15 d'octubre de 1945.
Al XI Congrés del partit, realitzat entre el 14 i el 18 d'agost de 1946, Codovilla i Ghioldi van proclamar públicament una «autocrítica» però van ser ratificats per la direcció i van mantenir una fèrria oposició al peronisme recentment instaurat.
L'abril del 1949 va fundar la revista del partit Nueva era, de la qual va ser director fins al 1962. L'any 1952 a Roma, Togliatti el va advertir de l'acostament que, des de la direcció del PCA, Juan José Real estava realitzant al peronisme i va tornar precipitadament al país obtenint que Real fos destituït del comitè central el 7 de febrer de 1953.
Al 1957 va assistir a la reunió dels partits comunistes i obrers, duta a terme a Moscou, en el marc del 40è aniversari de la Revolució Russa i a la tornada va impulsar el suport del seu partit a la candidatura presidencial d'Arturo Frondizi. Al 1964 va assistir a l'Havana a la Conferència dels partits comunistes llatinoamericans i va reafirmar, en la línia de les polítiques de Nikita Khrusxov, el caràcter específic de les «vies revolucionàries segons cada país», la qual cosa va significar no considerar la Revolució Cubana com un model absolut a seguir pels altres països de la regió. Va formar un grup quasi mafiós que, amb l'ajuda de militants del PCA, recolzava a artistes comunistes i es quedava amb un percentatge de la recaptació per obra i interpretació, tenint a diversos artistes de renom en la seva nòmina. Aquells que van intentar discrepar de l'aparell de Codovilla van ser apallissats.

### Mort i llegat
Ja malalt, va marxar cap a Moscou, on va rebre l'Orde de la Revolució d'Octubre l'any 1969 i allà hi va morir el 15 d'abril de 1970 després d'un llarg internament. Va rebre honors oficials del govern de la Unió Soviètica durant el seu enterrament, realitzat al cementiri de Novodévitxi. Altres honors i reconeixements del seu llegat va ser: la denominació de «Victorio Codoviglia» de l'escola de secundària moscovita núm. 65 des de 1965 fins que va canviar de nom a Escola núm. 1237 «Pablo Neruda», així com la denominació d'una plaça a Moscou amb el seu nom l'any 1970.

## Obres
- ¿Hacia dónde marcha el mundo? Análisis de los principales acontecimientos económicos, sociales y políticos de actualidad, nacionales e internacionales, a través del método científico de la doctrina de Marx, Engels, Lenin y Stalin (1948)[12]
- ¿Resistirá la Argentina al imperialismo yanqui? (1948)[13]
- Jorge Dimitrov. Un fiel discípulo y continuador de la obra inmortal de Lenin y Stalin (1949)[14]
- Nuestro camino desemboca en la victoria (1954)[15]
- La nueva relación de fuerzas en lo internacional y nacional y el camino argentino hacia la democracia, la independencia nacional y el socialismo (1956)[16]
- Lo nuevo en la situación internacional y nacional. Informe rendido ante la reunión plenaria del Comité Central del Partido Comunista, realizada durante los días 19 y 20 de mayo de 1961 (1961)[17]
- La posición de los marxistas leninistas frente a los cismáticos trotskisantes del Partido Comunista Chino (1963)[18]
- Cartas y escritos para la juventud (1964)[19]
- Lo nuevo en la situación nacional después de las elecciones (1965)[20]
- Luchemos unidos para abatir la dictadura y por un gobierno verdaderamente democrático y popular (1967)[21]
- Trabajos escogidos (diversos volums, 1972)[22]